# Providence
Providence è una città degli Stati Uniti d'America, capitale dello Stato del Rhode Island. Secondo il censimento del 2010 ha una popolazione di 178 042 residenti, mentre nel 2007 la stima dell'United States Census Bureau ha rilevato un numero di abitanti pari a 172 459.
È capoluogo della contea di Providence ed è la terza città della Nuova Inghilterra in ordine di grandezza dopo Boston e Worcester. La città è stata chiamata Providence da Roger Williams in onore della "Provvidenza misericordiosa di Dio" (God's merciful Providence), quando trovò questo luogo dopo essere stato cacciato dai Puritani del Massachusetts. Fino al 3 novembre 2020 il nome ufficiale dello Stato, Rhode Island and Providence Plantations, includeva il nome della città di Rhode Island. È stata una delle prime città industriali degli Stati Uniti ed era nota per la lavorazione dell'argento e dei gioielli. Oggi Providence è il centro economico, culturale e politico del Rhode Island.

## Geografia fisica
L'area urbana si estende su 53 km quadrati, il 10% dei quali è costituito da acqua. Il fiume Providence, attraversando la città omonima alla confluenza del Moshassuck e del Woonasquatucket, sfocia nella baia di Narragansett. Lungo le anse più interne al centro della città è stato costruito il Waterplace Park, con ponti pedonali e giochi d'acqua, centro e simbolo di Providence. La città viene paragonata a Roma per estendersi anch'essa su sette colli: Constitution Hill, vicino al centro, College Hill, ad est del fiume, Federal Hill, ad ovest del centro, è il più grande distretto italiano del New England al di fuori del Massachusetts, Hill Tockwotten, a Fox Point, Smith Hill, dove si trova la Rhode Island State House, Christian Hill, a Hoyle Square con l'incrocio tra le vie Cranston e Westminster, e Weybosset Hill, all'estremità inferiore di Weybosset Street, livellato nei primi anni del 1880.

### Clima

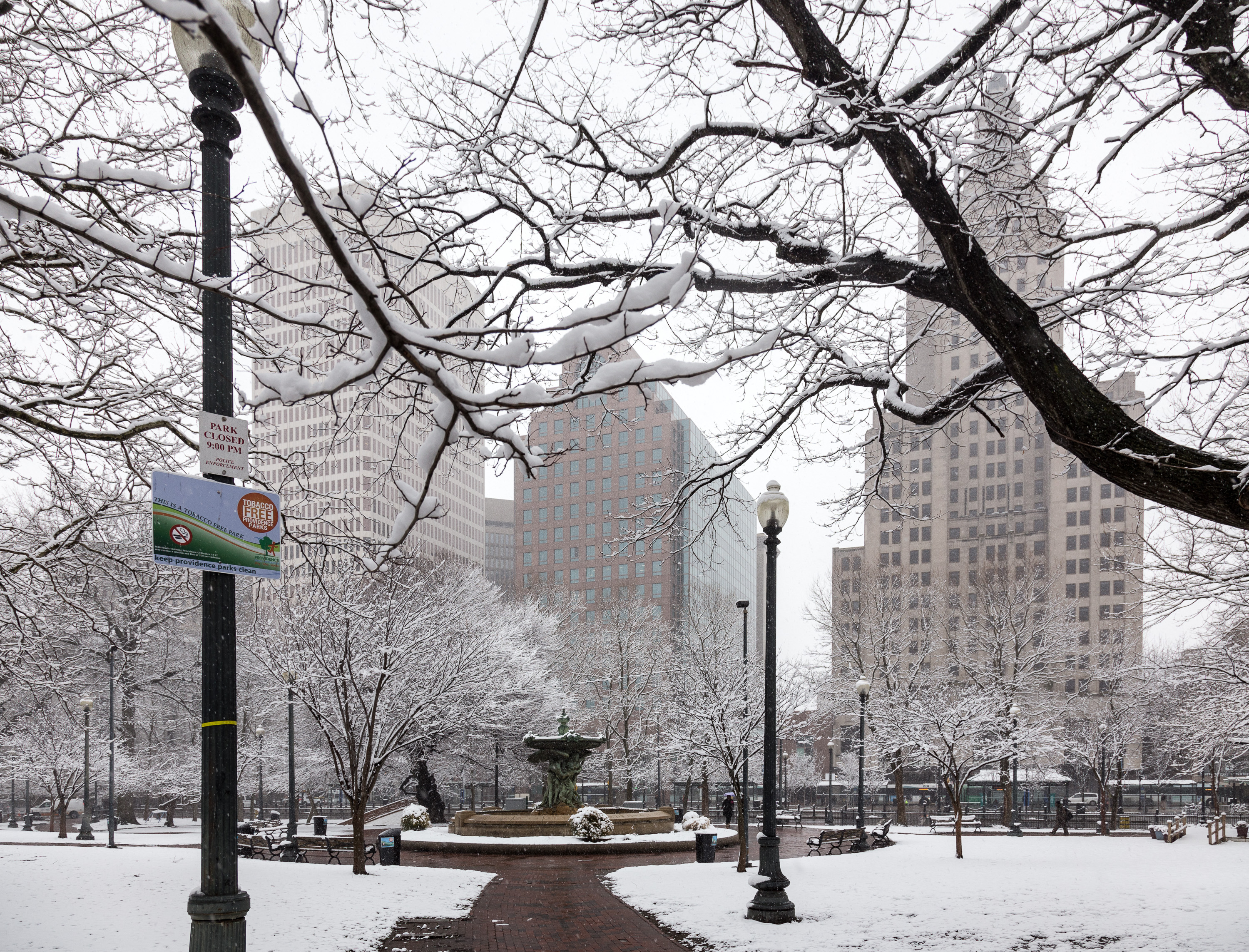
Neve a Burnside Park nel centro di Providence di fronte alla principale fila di grattacieli della città

| Providence          | Mesi | Mesi | Mesi | Mesi | Mesi | Mesi | Mesi | Mesi | Mesi | Mesi | Mesi | Mesi | Stagioni | Stagioni | Stagioni | Stagioni | Anno  |
| Providence          | Gen  | Feb  | Mar  | Apr  | Mag  | Giu  | Lug  | Ago  | Set  | Ott  | Nov  | Dic  | Inv      | Pri      | Est      | Aut      | Anno  |
| ------------------- | ---- | ---- | ---- | ---- | ---- | ---- | ---- | ---- | ---- | ---- | ---- | ---- | -------- | -------- | -------- | -------- | ----- |
| T. max. media (°C)  | 2,3  | 3,2  | 7,6  | 13,7 | 19,8 | 24,9 | 27,8 | 26,8 | 22,6 | 17,2 | 10,9 | 4,6  | 3,4      | 13,7     | 26,5     | 16,9     | 15,1  |
| T. min. media (°C)  | −7,8 | −7,0 | −2,3 | 2,4  | 7,8  | 13,1 | 16,4 | 15,5 | 11,1 | 5,3  | 0,9  | −4,9 | −6,6     | 2,6      | 15,0     | 5,8      | 4,2   |
| Precipitazioni (mm) | 101  | 96   | 107  | 106  | 94   | 86   | 85   | 100  | 95   | 96   | 120  | 112  | 309      | 307      | 271      | 311      | 1 198 |

## Storia
Una prima colonia fu fondata nel giugno 1636 da Roger Williams, in esilio dal Massachusetts, come una delle Tredici Colonie originali, nell'area già della tribù indiana dei Pokanoket. La città divenne meta di perseguitati religiosi, criminali e contrabbandieri, in cerca di una terra sicura, che ne rallentarono lo sviluppo a causa di una serie di conflitti interni. Nella guerra d'indipendenza americana, Providence fu al centro dello sbarco francese di Newport, in funzione antibritannica, guidato dal Conte de Rochambeau. Dopo la guerra, la città era la nona del paese con 7 614 abitanti. L'economia si sviluppò con i commerci marittimi e terrestri, l'artigianato e l'industria. Approdo di numerosi immigrati, la città aumentò notevolmente la popolazione, arrivando nel 1831 a 17 000, mentre 54 595 nel 1865 e 175 597 nel 1900. La Grande depressione colpì duramente la città, in particolare le numerose industrie tessili. Inoltre nel 1938 l'uragano del New England inondò la città. Nei trent'anni successivi alla seconda guerra mondiale, si verificò un calo demografico del 38%. La città divenne un centro della criminalità organizzata, capitanata dal boss mafioso Raymond LS Patriarca.
Il "Rinascimento" di Providence ha avuto inizio nel 1970, e dal 1975 fino al 1982, con l'investimento di 606 milioni di dollari di fondi comunitari, nazionali e locali per lo sviluppo. Nel 1990, il sindaco Vincenzo Cianci Jr ha spinto per l'ulteriore rilancio economico e culturale della città, con la valorizzazione dei fiumi naturali della città con parchi e aree pedonali, il trasferimento di una gran parte sotterranea della ferrovia, la creazione del Waterplace Park e delle passeggiate lungo le rive del fiume, e la costruzione di centri commerciali e finanziari. Seguirono nuovi investimenti all'interno della città, con i progetti di condomini e numerosi alberghi, e un nuovo grattacielo di uffici. Nonostante ciò, la povertà rimane un problema radicato come nella maggior parte delle città post-industriali del New England. Circa il 22% della popolazione vive al di sotto della soglia di povertà. I recenti aumenti dei valori immobiliari hanno aggravato ulteriormente i problemi per quelli con livelli di reddito marginali. Va inoltre ricordato che Providence ha avuto il più alto aumento della media dei prezzi delle abitazioni di tutte le città degli Stati Uniti dal 2004 al 2005.

## Monumenti e luoghi d'interesse

### Architetture religiose
L'edificio sacro più importante sotto l'aspetto storico, artistico e culturale è la First Baptist Church in America, prima chiesa battista d'America, fondata nel 1638 dal calvinista Roger Williams. L'edificio attuale fu costruito nel 1775 nell'East Side, primo caso di tempio battista con campanile. Oggi la comunità organizza concerti e conferenze di grande prestigio.
Tra gli altri edifici religiosi, vanno ricordati:
- la neogotica All Saints Memorial Church, più grande chiesa episcopale del Rhode Island edificata nel 1869, aggiunta al National Register of Historic Places nel 1980;
- la Cattedrale dedicata ai santi Pietro e Paolo, edificata nel 1873 in forme neoromaniche;
- la Gloria Dei Evangelical Lutheran Church, del 1925;
- la Grace Church, del 1845, in stile neogotico;
- l'Our Lady of Lourdes Church Complex, del 1905, in stile neoromanico;
- la Bell Street Chapel, cappella universitaria (1875);
- la Beneficent Congregational Church (1810), della Chiesa Unita di Cristo;
- la chiesa di San Giuseppe, di rito cattolico romano (neogotica, 1851);
- la chiesa di Santo Stefano, episcopale (1860);
- il Temple Beth-El, sinagoga storica (1910).

### Architetture civili

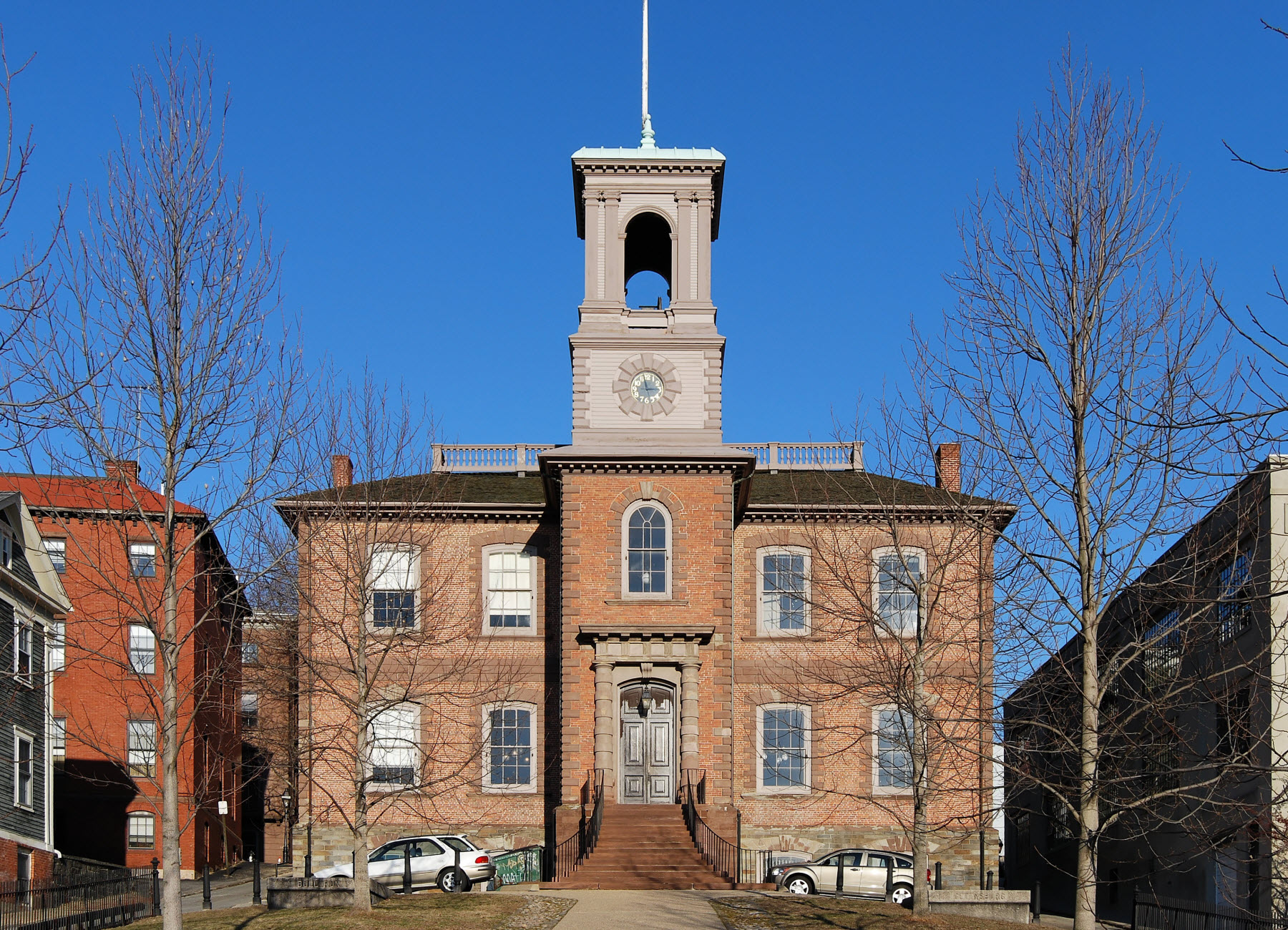
Old State House

A Providence rimangono ancora oggi diverse testimonianze architettoniche del passato, tra cui:
- l'Old State House, edificata nel 1762 in stile georgiano, sede del governo dello Stato dal 1762 al 1904; nelle vicinanze si trova il Roger Williams National Memorial;
- il Campidoglio (Rhode Island State House), grandioso complesso neoclassico (1895-1904), sede del governo e sormontato dalla quarta cupola più grande del mondo, interamente rivestita in marmo bianco;
- il Westminster Arcade è stato il più antico centro commerciale coperto degli Stati Uniti (1828), chiuso nel 2006; si affaccia su Westminster Street, la strada principale della città, con un pronao ionico. Ne è prevista una riapertura verso il 2013;
- la Nelson W. Aldrich House (1821), appartenuta al senatore di cui porta il nome, oggi casa museo e monumento storico nazionale;
- la Corliss-Brackett House (1875), appartenuta all'inventore del motore a vapore Corliss (un motore a vapore a più alta efficienza), quindi passata a Charles Brackett;
- il neogotico Cranston Street Armory (1907), nell'elegante Broadway-Armory Historic District;
- la John Brown House (1786), primo palazzo della città, considerato tra le più belle dimore storiche americane, oggi museo e monumento storico nazionale;
- la Corliss-Carrington House (1812) e la vittoriana Edward Dexter House (1795), eleganti monumenti storici nazionali;
- il Federal Building (1908), tribunale in stile Beaux-Arts e monumento storico nazionale.

## Geografia antropica

### Urbanistica
Il centro cittadino è, come molte altre città della costa atlantica fondate prima dell'avvento dell'automobile, molto compatto. Per questo Providence è l'ottava città del Paese per percentuale di pendolari che vanno al lavoro a piedi. Le strade più antiche sono irregolari e si irradiano dai luoghi tradizionalmente più importanti (come la Piazza del Mercato) senza seguire un preciso schema logico. Il centro conserva ancora edifici ottocenteschi di stile vittoriano, mentre il quartiere più recente è il Capitol Center, con condomini, parchi e centri commerciali e finanziari.
Tra gli edifici più importanti si ricorda il Bank of America Building (130 m), in stile Art déco, l'One Financial Plaza, il 50 Kennedy Plaza, la Textron Tower ed il Westminster Arcade, centro commerciale più antico degli Stati Uniti. A sud del centro si trovano il porto e il lungomare con locali e centri di vela. Diversi edifici industriali abbandonati sono stati ultimamente ristrutturati come appartamenti e negozi. A nord est c'è la zona residenziale con casette a schiera unifamiliari, mentre a ovest, oltre l'I195, si trovano i quartieri del Federal Hill e del West End.

### Suddivisioni amministrative
Providence è suddivisa in 25 quartieri ufficiali, anche se questi possono essere spesso raggruppati e denominati collettivamente:
- L'East Side comprende i quartieri di Blackstone, Hope (Summit aka), Mount Hope, College Hill, Wayland e Fox Point.
- Il Jewelry District (Distretto dei Gioielli) descrive l'area racchiusa dall'I-95, il vecchio I-195, e il fiume Providence, quindi il centro più antico. La città ha cercato di rinominare questa zona Knowledge District (Distretto della Conoscenza) per riflettere l'area di recente sviluppo delle scienze della vita.
- Il North End è formato dalla combinazione dei quartieri di Charles e Wanskuck.
- Il South Side (o South Providence) è costituito dai quartieri di Elmwood, Lower South Providence, Upper South Providence, e il West End.
- West Broadway è un quartiere ufficialmente riconosciuto con la sua propria associazione. Si sovrappone con la metà meridionale della Federal Hill e la parte settentrionale del West End.
- Il West Side è un termine vago a volte utilizzato per indicare il West End, Olneyville, Silver Lake e parti nelle vicinanze dei quartieri adiacenti.

## Providence nella cultura
- La città ha dato i natali nel 1890 allo scrittore Howard Phillips Lovecraft, che s'immedesimò con essa lasciandone splendidi e onirici ritratti in molte sue opere; nel 1912 al pittore William Congdon; nel 1933 allo scrittore Cormac McCarthy.
- La città è stata scenario del film Scemo & + scemo con Jim Carrey e Jeff Daniels nel 1994 e del film Scemo & + scemo 2, uscito nel 2014.
- La città offre l'ambientazione per la serie televisiva Providence.
- Providence è anche presente nella serie TV The OC, grazie alla Brown University.
- Famoso è lo show televisivo Caught in Providence, che vede come protagonista l'amatissimo e gentile giudice Frank Caprio per il tribunale municipale.

## Sport
Providence attualmente non ha nessuna squadra militante nelle leghe professionistiche maggiori. Nell'hockey su ghiaccio vi sono i Providence Bruins, farm team dei Boston Bruins che milita nella American Hockey League. Le squadre atletiche delle due prestigiose università cittadine, la Brown University e il Providence College, partecipano ai campionati NCAA.

## Amministrazione

### Gemellaggi
- Firenze, dal 1998[N 1][4]
- Phnom Penh
- Kiev
- Afula
- Santo Domingo